# Nathalie Bock (Fußballspielerin, 1987)
Nathalie Bock (* 7. November 1987) ist eine deutsche Fußballspielerin.

## Laufbahn
Zur Saison 2006/07 unterschrieb Bock einen Vertrag beim Bundesligisten FFC Brauweiler Pulheim und gab am 10. September 2006 in der Partie gegen den FFC Heike Rheine ihr Erstligadebüt, dem in dieser Spielzeit 21 weitere Einsätze folgten. Nach dem Abstieg des FFC Brauweiler-Pulheim wechselte Bock zu Preußen Gladbeck in die Kreisliga A. Nach einem Jahr bei den Preußen schloss sie sich 2008 dem Bochumer Verein TuS Harpen an, dessen Frauenfußballabteilung 2010 vom VfL Bochum übernommen wurde. Im Jahr 2016 wechselte sie zum Regionalligisten BSC Marzahn aus Berlin.

## Erfolge
- Europäischer Polizeimeister 2012[5][6][7]
- Regionalliga West-Meister 2013
- Westfalenpokal-Sieger 2011, 2013